# Jón Espólín
Jón Jónsson Espólín, född 22 oktober 1769, död 1 augusti 1836, var en isländsk historiker och sysselman.
Espólín var i besittning av ett utomordentligt minne och sinne för samlande av källskrifter. Frukterna av hans arbete nedlades i Islands árbækur i søguformi ("Islands annaler i berättande form"), utgivna i 12 band av Isländska vittra sällskapet 1821-55. Espólín samlade även genealogiskt material i ett handskrivet verk om 8 band.